# 正交配置法
正交配置法(英語：Orthogonal Collocation Method)是加权余项法(Method of Weighted Residuals)的一种，可用于解线性以及非线性常微分方程组、偏微分方程组的初值和边值问题。该方法特别适合求解非线性问题，与传统差分法相比，具有计算精度高和稳定性好等优点。
所谓加权余项法，是将微分方程的未知解展开成一组具有可调常数的试验函数，选择合适的常数值，使得试验函数充分接近于微分方程的精确解。若选用正交多项式为试验函数，并取正交多项式的根作为配置点时，则称为正交配置法。
正交配置是偏微分方程数值解的一种方法。它使用一些正交多项式的零点处的配置来将偏微分方程（PDE）变换为一组常微分方程（ODE）。然后可以通过任何方法解决ODE。已经表明，选择搭配点作为相应雅可比多项式的零点（独立于PDE系统）通常是有利的。